# Баяновськ
Бая́новськ (каз. Баяновск) — село у складі Алтайського району Східноказахстанської області Казахстану. Входить до складу Паригінського сільського округу.
Населення — 158 осіб (2021; 222 у 2009, 259 у 1999, 257 у 1989).
Національний склад станом на 1989 рік:
- росіяни — 100 %

Станом на 1989 рік село називалось Бояновськ.